# 萨尔阔布镇
萨尔阔布镇，是中华人民共和国新疆维吾尔自治区伊犁哈萨克自治州昭苏县下辖的一个乡镇级行政单位。原为萨尔阔布乡，2023年撤乡设镇。行政区划代码改为654026106。 

## 行政区划
萨尔阔布镇下辖以下地区：
萨尔阔布村、莫音仓村、阔额尔墩村、克尔托干村、阔里布拉克村、库尔克勒德克村和苏吾克托海村。